# Wędzidło

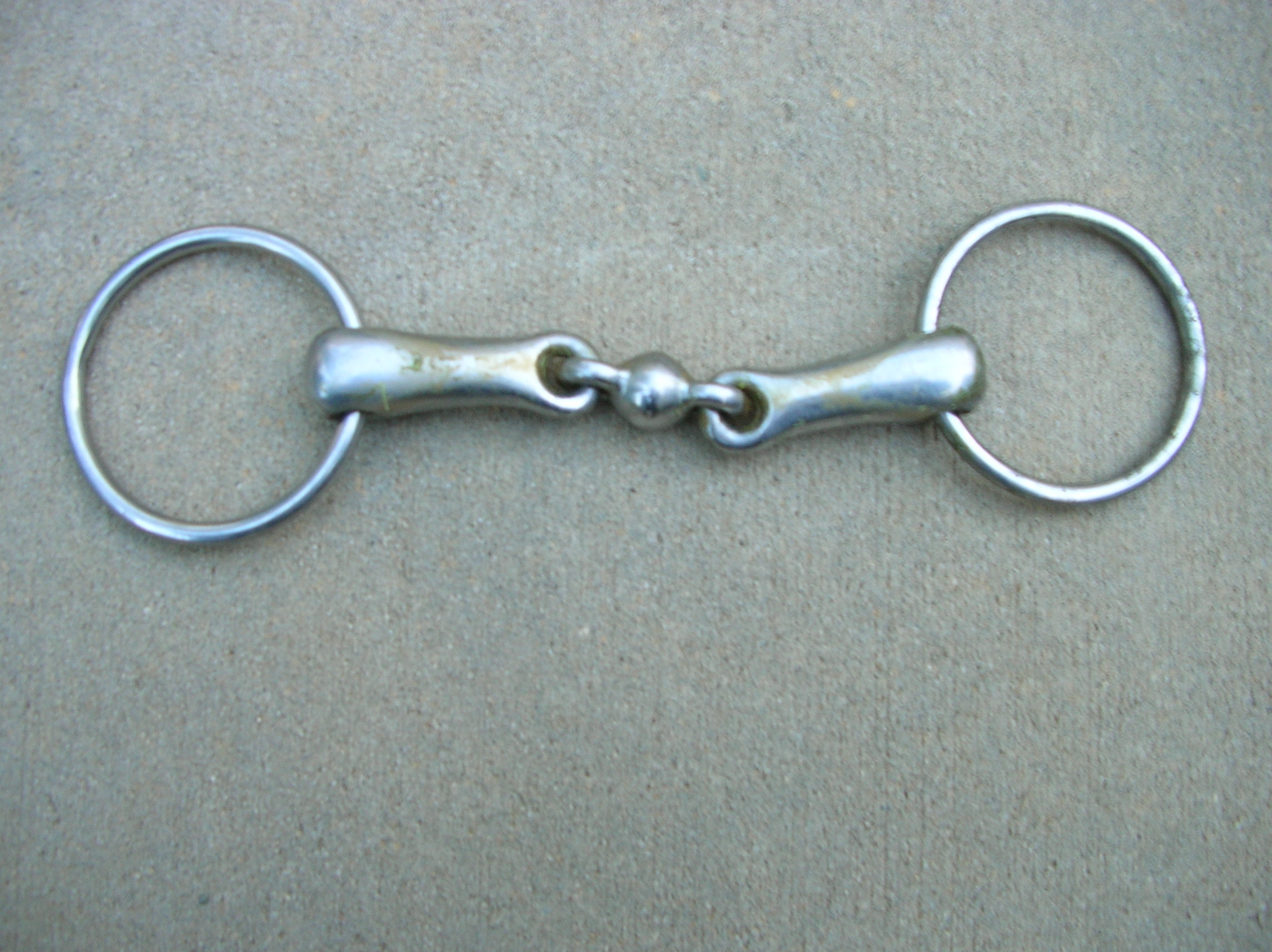
Wędzidło pełne podwójnie łamane

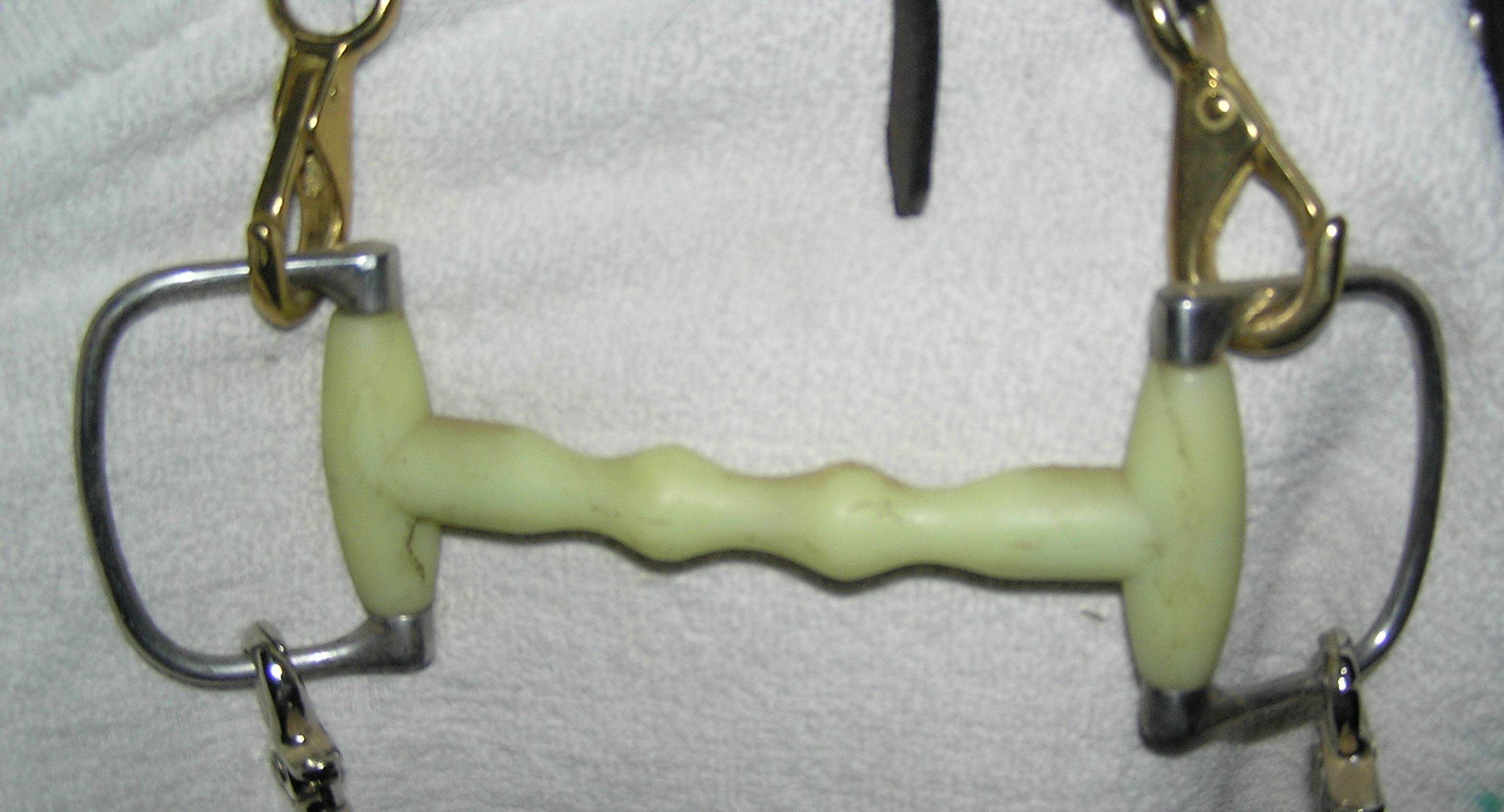
Wędzidło oliwkowe typu D-ring powlekane gumą

Wędzidło – rodzaj kiełzna, element ogłowia wkładany koniowi do pyska w celu przekazywania mu sygnałów i kierowania nim. Istnieje wiele rodzajów wędzideł, które dzieli się ze względu na kryteria:
- Podział ze względu na materiał, z którego kiełzno zostało wykonane:
  - metalowe (stopy różnych metali),
  - gumowe,
  - syntetyczne,
  - skórzane.
- Podział ze względu na kształt ogniwa (części pyskowej wędzidła)
  - proste (inne nazwy to pełne lub zwyczajne)
  - pojedynczo lub podwójnie łamane,
  - ze skręconym ścięgierzem,
  - wędzidła łamane wielokrotnie.
- Podział ze względu na kształt pierścieni (kółek)
  - oliwkowe — zapobiega ono zranieniom konia w kącikach warg; wykonywane jako metalowe łamane,
  - z wąsami,
  - z pół wąsem lub z luźnymi pierścieniami.